# Cornelia de Lange-szindróma
A Cornelia de Lange-szindróma (CdLS) egy genetikai rendellenesség. A Cornelia de Lange-szindrómában szenvedők számos fizikai, kognitív és orvosi kihívással szembesülnek, az enyhétől a súlyosig. A Cornelia de Lange-szindróma fenotípusa igen változatos, ami azt jelenti, hogy a szindrómában szenvedőknek különböző jellemzői és kihívásai vannak. A CdLS tipikus jellemzői közé tartozik a vastag vagy hosszú szemöldök, a kis orr, a kis termet, a fejlődési késleltetés, a hosszú vagy sima philtrum, a vékony felső ajak és a lefittyent száj.
A szindróma Cornelia de Lange holland gyermekorvosról kapta a nevét, aki 1933-ban írt róla először.
Gyakran Brachmann de Lange-szindrómának, Bushy-szindrómának és Amszterdam törpének is nevezik. Pontos előfordulási gyakorisága nem ismert, de becslések szerint 1:10 000-30 000.